# ミルタ・ウリベ
ミルタ・ウリベ（Mirtha Uribe、1985年3月12日 - ）は、ペルーの元女子バレーボール選手。ポジションはミドルブロッカー。元ペルー代表。

## 来歴

### クラブチーム
リマ出身。2002年、ABC San Felipeへ入団しバレーボール選手としてのキャリアをスタートさせる。2004/05シーズンにスペインリーグAD A Pinguelaへ移籍した。その後は同じスペインのCV JAV Olímpico、CV Albaceteでプレーした。2011/12シーズンに国内リーグへ復帰しAlianza Limaで4年間活躍した。2015/16シーズンからDeportivo Jaamsaへ移籍した。2020/21シーズンにLatino Amisaへ移籍した。

### 代表チーム
2005年、ペルー代表に初選出された。2006年、世界選手権からはレギュラーに抜擢された。2007年のワールドカップ、2010年の世界選手権に出場した。2013年の南米選手権では銅メダルを獲得し自身もベストミドルブロッカー賞を受賞した。2015年から代表チームの主将を務めワールドカップ、2016年リオデジャネイロオリンピック世界最終予選に出場した。

## 球歴
- 世界選手権 - 2006年、2010年
- ワールドカップ - 2007年、2015年
- オリンピック世界最終予選 - 2012年、2016年
- ワールドグランプリ - 2011年、2014年、2015年、2016年、2017年
- 南米選手権 - 2007年、2009年、2011年、2013年、2015年

## 受賞歴
- 2013年　南米選手権 ベストミドルブロッカー賞
- 2016年  リオデジャネイロ五輪南米大陸予選　ベストミドルブロッカー賞

## 所属クラブ
- ABC San Felipe（2002-2003年）
- Regatas Lima（2003-2004年）
- AD A Pinguela（2004-2006年）
- CV JAV Olímpico（2006-2007年）
- AD A Pinguela（2007-2008年）
- CV Albacete（2008-2009年）
- CV JAV Olímpico（2009-2010年）
- LiigaPloki（2010-2011年）
- Alianza Lima（2011-2015年）
- Deportivo Jaamsa（2015-2019年）
- Circolo Sportivo Italiano（2019-2020年）
- Latino Amisa（2020-2022年）
- Rebaza Acosta（2022-2023年）